# Jean Aubert (abbé)
Pour les articles homonymes, voir Jean Aubert et Aubert.
Jean Aubert est un érudit, docteur en théologie, professeur de grec au Collège royal de France, né à Laon à la fin du XVIe siècle, et mort le 1er novembre 1650.

## Biographie
Il a été professeur de rhétorique au collège de Beauvais, en 1620, à la demande de Jean Grangier qui en était le principal. En 1623 il est professeur au collège de Calvi.
En 1623-1624, il est recteur de l'Université de Paris. Pendant son rectorat on entreprend de mettre bon ordre dans les titres de l'Université de Paris qui sont gardés dans le collège de Navarre. On en fit l'inventaire divisé en quatre parties.
Pierre Padet, proviseur du collège d'Harcourt le nomme principal du collège à la place de Jean Guenon. Ils y rétablirent ensemble la discipline. Il y reste quinze mois, puis il est nommé principal du collège de Laon et il apparaît sous ce titre dans plusieurs des actes de l'Université de Paris contre les Jésuites du collège de Clermont, en 1632. Il a plaidé dans cette affaire au Conseil du roi et au parlement de Paris.
Dans un acte du 9 septembre 1632, il est qualifié de Interpres Regius, ce qui laisse supposer qu'il est professeur royal à cette date.
Dans la préface de la Bible polyglotte de Paris imprimée par Antoine Vitré, son éditeur, Guy-Michel le Jay, écrit qu'il lui est redevable d'avoir accepté d'en réviser le texte grec. 
Il aurait été nommé précepteur de Louis XIV en 1643 d'après un Catalogue manuscrit des professeurs du Collège Royal, mais cette nomination n'a pas eu lieu.
Le 20 février 1648, il succède dans la chaire de grec du Collège royal de France à Pierre de Montmaur. Il l'a occupée jusqu'à sa mort.
Il est chanoine de Laon, principal du collège de Laon et abbé commendataire de l'abbaye Saint-Rémy de Sens au moment de son décès. Par son testament daté du 13 janvier 1650, il a institué le collège de Laon son légataire universel.

## Publications

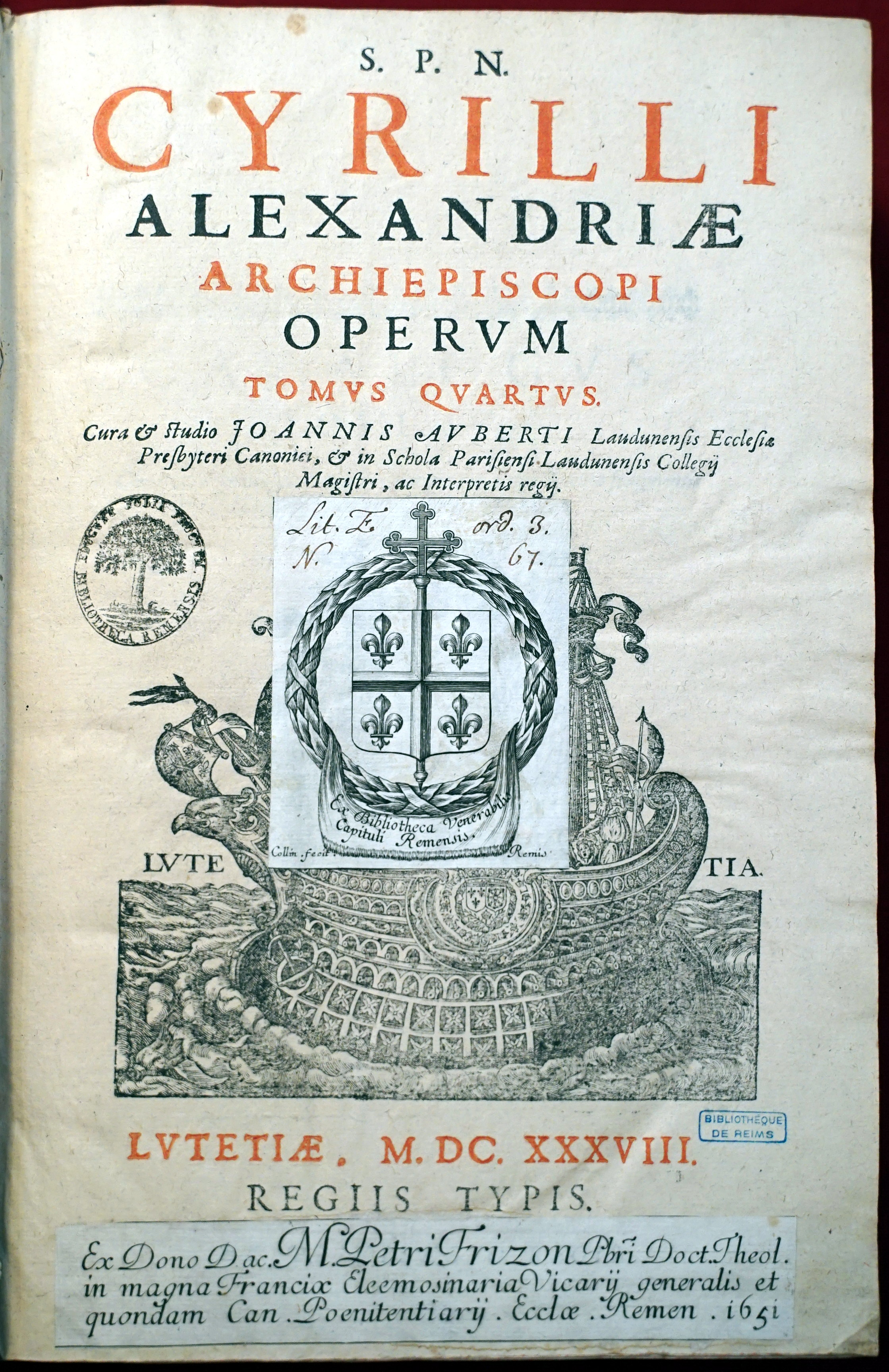
Son Cyrilli, Alexandriae archiepiscopi Opera in VI tomos... de 1638, conservé à la bibliothèque Carnegie (Reims).

- Œuvres de saint Cyrille, patriarche d'Alexandrie, édition en grec et en latin, en 6 tomes, Paris, 1638[6]

### Biographie
- Abbé Claude-Pierre Goujet, Mémoire historique et littéraire sur le Collège royal de France, chez Augustin-Martin Lottin, Paris, 1758, p. 569-572 (lire en ligne)
- Henri Louis Bouquet, L'ancien collège d'Harcourt et le lycée Saint-Louis. Notes et documents pour la plupart inédits avec un dessin de G. Rochegrosse, Delalain frères, Paris, 1891p. 265-266, 278, 596 (lire en ligne)